# Traînée de condensation de navire
Pour les articles homonymes, voir Traînée (homonymie).
Une traînée de condensation de navire est un nuage qui se forme autour de la fumée libérée dans la troposphère par les navires en mer. Les molécules de vapeur d'eau condensent autour des minuscules particules (aérosols) du gaz d'échappement et servent de noyau de condensation. À mesure que la condensation s'intensifie,  le nuage devient visible comme une longue traînée étroite s'alignant dans la direction du vent moyen de la couche où il se forme.
Plus difficilement détectable dans le spectre visible, les traînées sont clairement perceptibles dans l’infrarouge par satellite météorologique. À cette longueur d'onde, de nombreuses traînées apparaissent comme des lignes lumineuses distinctes des nuages naturels, car en moyenne, elles reflètent plus de lumière que leurs homologues.

## Histoire
C'est en 1965 que pour la première fois des lignes anormales de nuages furent observées dans les images du satellite TIROS VII au-dessus des océans. L'hypothèse la plus probable de leur origine était qu'elles provenaient de l'échappement des cheminées de navires. De nombreuses études ont depuis confirmé cette provenance et les chercheurs se sont vite rendu compte des impacts sur le climat des aérosols relâchés par ce processus qui change l'albédo de l'atmosphère.
Les scientifiques étudient depuis ce temps les traînées de navire, qui se forment dans de l'air relativement propre et stable, comme une approximation des effets sur la production de nuages par les aérosols relâchés dans les zones urbaines où l'atmosphère est trop turbulente pour pouvoir les discerner. Ceci permet de mesurer les effets de l'émission de combustibles fossiles sur la formation des nuages.
Une des zones particulièrement étudiée est celle du Pacifique oriental, où la basse troposphère est particulièrement stable en été en raison d'une inversion marine de 500 à 700 mètres d'épaisseur. Ceci permet le piégeage des polluants et de la vapeur d'eau, responsables du smog à Los Angeles et de la formation de longues traînées de condensation de navires durant jusqu'à quelques jours.

## Formation
Ces traînées sont produites par la formation de micro-gouttelettes sur les aérosols relâchés dans la fumée des navires. L'effet de nucléation de la vapeur d'eau se produit surtout sur les particules de soufre provenant du fioul lourd brûlé par les chaudières de navires. Ce soufre joue le rôle d'un catalyseur en constituant un noyau de condensation. Il est possible que la réverbération du soleil, et en particulier d'une partie des UV sur l’eau, ait une importance dans le phénomène en augmentant l’énergie disponible car il est constaté que les pics d'ozone sont souvent beaucoup plus importants au-dessus de la mer ou en bordure de mer.

## Effets

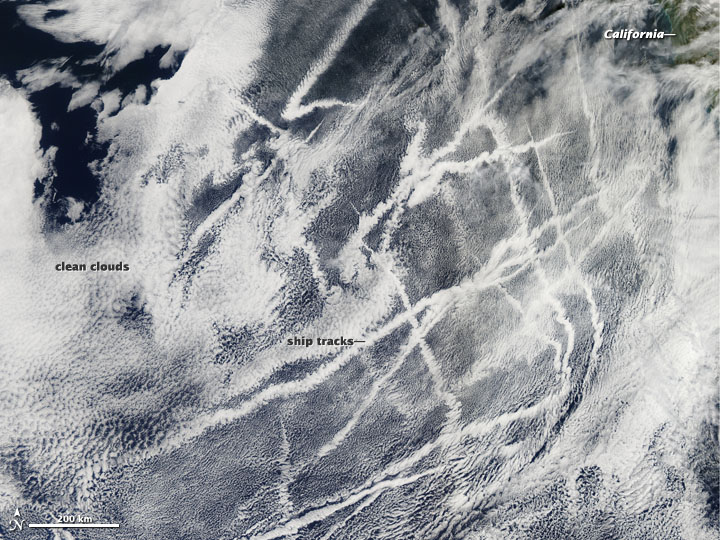
Zoom sur les traînées (ship tracks) versus les nuages ordinaires (clean clouds).

Dans les couloirs de navigation, la densité de gouttelettes des nuages est plus du double de celle des nuages hors des couloirs. Le rayon des gouttes est aussi d'environ 6 % plus faible et le volume total d'eau liquide par volume d'air est multipliée par deux. En d'autres termes, l'ensemencement par les navires permet de retenir plus d'eau. Normalement, la pluie se forme lorsque des gouttes de nuages grossissent puis coalescent jusqu'à ce qu'elles atteignent une telle masse que la gravité peut vaincre le courant ascendant dans le nuage et les attirer vers le sol. Cependant, les gouttelettes des traînées étant plus petites, il est difficile de les fusionner pour atteindre la taille nécessaire à la formation des précipitations. Comme aucune pluie ne sort des nuages ensemencés, l'eau liquide ne cesse de s'accumuler dans le nuage. Cela le rend plus réflectif à la lumière du soleil, en particulier dans le spectre infrarouge proche. Cet albédo supérieur permet un refroidissement local de l'atmosphère participant ainsi à l'assombrissement global.
Des découvertes surprenantes faites à partir d'observations satellitaires récentes sur plusieurs centaines de traînées de navires a révélé que près de 25 % des nuages bas avait cependant un albédo inférieur aux nuages environnants non pollués. Ces traînées plus ternes ont tendance à contenir beaucoup moins d'eau en dépit de la forte suppression de précipitations par le panache d'aérosols. Une hypothèse pour expliquer ce phénomène est que l'air au-dessus du sommet des nuages est assez sec et les gouttelettes du nuage ensemencé améliorent l'évaporation à son sommet. Par entraînement atmosphérique, ces nuages pollués absorbent donc de l'air sec de l'environnement ce qui les amincit et donc les rend moins réflectifs. Dans une atmosphère humide et instable, l'effet d'entraînement est plus petit et les polluants du navire rendent les nuages plus épais, permettant à l'albédo d'augmenter.